# 鈴木裕史
鈴木 裕史（すずき ひろふみ、1967年1月28日 - ）は、日本の放送作家、映画評論家。テレビ番組の企画、構成、制作、ウェブ制作も行う。自称「報道からコントまで何でも屋のエンタテイメント職人」。東京都出身、埼玉県立浦和西高等学校、早稲田大学政治経済学部卒業。有限会社ミンナハッピー取締役社長。 

## 来歴
早稲田大学在学中の19歳から放送作家の仕事を始め、卒業後、そのままテレビ・ラジオの世界へと進み、放送作家として番組制作に携わる。
1998年5月から2001年3月までロサンゼルスに留学。Santa Monica College、CSUN(California State University, Northridge)、UCLA Extensionにて学ぶ。
留学後、164日間をかけ、世界一周40ヶ国を訪問する。
帰国後、テレビ・ラジオの現場に復帰し、インターネットとの連動エンタテイメントを模索中。
生シネでは、癒し・エロ担当。

## 制作参加番組
留学前
- 西田ひかるの痛快人間伝 -Dashing life story-（NHK）
- ETV（NHK）
- 平成世の中研究所（NHK）
- バルセロナオリンピック Countdown（日本テレビ）
- 報道特捜プロジェクト（日本テレビ）
- NNN報道スペシャル（日本テレビ）
  - 総選挙 '96
  - 東京・大阪知事選
  - 阪神大震災
  - オウム真理教
- 峰竜太のホンの昼メシ前（日本テレビ）
- 関口宏のワンダーゾーン（読売テレビ）
- 関口宏のハトがでますよ（読売テレビ）
- 上岡龍太郎VS50人（TBS）
- 上岡龍太郎がズバリ!（TBS）
- DATE LINE（フジテレビ）
- FNN年末重大ニュース（フジテレビ）
- クイズ! データマッチ!!（テレビ朝日）
- たけしのスポーツ大将（テレビ朝日）
- プレステージ・TOKYO SOFT WARS（テレビ朝日）
- マグニチュード10（テレビ朝日）
- トゥナイト2レポーター（テレビ朝日）
- お茶とウンナン（テレビ朝日）
- H・I・P（テレビ朝日）
- AXEL（テレビ朝日）
- 音楽ニュースHO（テレビ朝日）
- Break Out（テレビ朝日）
- キンキンのとことん好奇心（テレビ朝日）
- Snow Beat（テレビ東京）
- 梶原しげるの本気でDONDON（文化放送）
- MAGICAL SNOWLAND（NACK5）
- J's CALLING（J-WAVE）
- One on One（J-WAVE）
- BOOM TOWN（J-WAVE）

留学後
- Jam the WORLD（J-WAVE）2001.10～2002.3
- TOKYO CONCIERGE（J-WAVE）2001.11～
- The Street Fighters（テレビ朝日）2002.1～2003.6
- アルクのClick & Voice English（ep蓄積型コンテンツ）2002.8～
- BIGLOBE「Cs' Project」
  - 「Style Pot」2002.11～
  - 「Sympa Mag」2002.10～
- BIGLOBEシネマスクランブル
- 創造市場（テレビ朝日）（番組企画構成）2005.10～2006.3
- GROWING REED（J-WAVE）（番組企画・構成・制作、ウェブ構成）2005.4～
- Future Tracks→R（テレビ朝日）（番組企画構成）2006.4～
- 吉田たかよし プラス!（文化放送）（コーナー構成）2006.4～

## テレビ
- 生シネ（2010年-、2011年10月17日放送分までは『生シネスク』名で放送、翌週より『生シネ』に変更）

## その他
Ustreamにて放映されていた『生シネスク』（現『生シネ』）では、以前、自宅がスタジオとして使われていた。